# راش شرقی
راش شرقی  (نام دوجمله‌ای: Fagus orientalis) یک گونهٔ درختی است از سردهٔ راش (Fagus)، تیرهٔ بلوطان (Fagaceae) و از راستهٔ راش‌سانان (Fagales).

این درخت بومی رشته‌کوه البرز، قفقاز و شمال شرقی ترکیه است.
جنگل‌های راش تقریباً 17.6 درصد از کل مساحت جنگل‌های هیرکانی ایران را تشکیل می‌دهند. این گونه مقاوم در برابر سایه با پتانسیل رقابتی بالا، جنبه های شمالی ارتفاعات میانی جنگل های هیرکانی را از غرب (آستارا، مرز جمهوری آذربایجان) تا شرق (دره زیارت گرگان) پوشش می دهد.
این درخت بین 700 تا 1500 متر بالاتر از سطح دریا، درخت غالب است. جایی که رطوبت هوا زیاد است و آسمان در اکثر فصول سال به خصوص در فصل رشد پوشیده از مه است.این درخت توده های خالص و مخلوط با سایر درختهای سخت از جمله افرا مخملی، توسکا قفقازی، آهک برگ بزرگ و ممرز معمولی را تشکیل می دهد. با این حال، گروه های کوچک راش را می توان در ارتفاعات حدود 300 تا 2000 متر بالاتر از سطح دریا یافت. برخی از راش های مسن می توانند به ابعاد بالایی دست یابند: قطر تا 1 متر در ارتفاعات بالاتر و 50 متر ارتفاع.